# Wolfgang Heidenfeld
Wolfgang Heidenfeld (Berlín, 29 de mayo de 1911-Ulm, 3 de agosto de 1981) fue un ajedrecista alemán.
Estudió ajedrez y leyes, y al ser judío se vio obligado a huir a Sudáfrica donde ganó varios campeonatos y fue el país que representó en las Olimpiadas de ajedrez de 1958.
En 1957 tras visitar Dublín, decidió quedarse en Irlanda, donde también ganó torneos y residió hasta volver a Alemania en 1979.
Además de ajedrecista, era aficionado al póquer, al bridge y coleccionaba sellos; escribió libros de ajedrez; editó crucigramas y ayudó a descodificar códigos para los aliados en la Segunda Guerra Mundial.
Es padre del también ajedrecista irlandés Mark Heidenfeld.